# 濱海南站 (新加坡)
濱海南站 （英語：Marina South Station，代號：TE21），是新加坡地鐵湯申－東海岸線上的一個未來車站，位于新加坡本岛海峡景规划区及滨海南规划区交界处。

## 歷史
2012年8月29日，本站由新加坡交通部部長呂德耀宣佈建設。

## 車站結構
| L1 | 地面層             |                                                 |
| B1 | 通道               | 地下道、往出口通道                              |
| B2 | 大廳               | 檢票口、自動售票機、車站控制室                  |
| B3 | 夾層               | 來往大廳和月台通道                              |
| B4 | A站台              | 汤申－东海岸线 往兀蘭北方向（濱海灣站）         |
| B4 | 島式站台，右側開門 |                                                 |
| B4 | B站台              | 汤申－东海岸线 往濱海灣花園方向（濱海灣花園站） |